# NGC 1046
NGC 1046 est une petite galaxie lenticulaire située dans la constellation de la Baleine.  NGC 1046 a été découverte par l'astronome germano-britannique William Herschel en 1784.

## Caractéristiques
Sa vitesse par rapport au fond diffus cosmologique est de 85,8 ± 6,0 Mpc (∼280 millions d'al).
En raison d'une brillance de surface égale à 11,21  mag/am2, on peut qualifier NGC 862 de galaxie présentant une brillance de surface élevée.

## Groupe de galaxies?

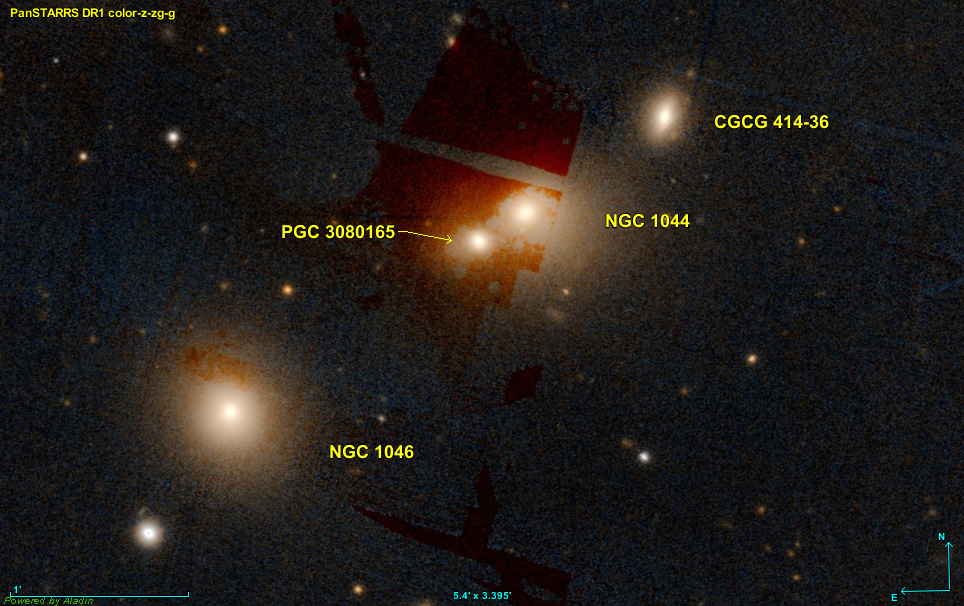
Les quatre galaxies de l'image de Pan-STARRS (NGC 1044, NGC 1046, PGC 3080165 (NGC 1046 NED02) et CGCG 414-36.

Les quatre galaxies de l'image du relevé Pan-STARRS (NGC 1044, NGC 1046, PGC 3080165 (NGC 1044 NED02) et CGCG 414-36 sont à des distances variant de 84,4 à 88,8 Mpc et elles forment probablement un groupe de galaxies, mais ce groupe ne figure dans aucune des sources consultés. 